# Shuangbaotai
Se llama shuangbaotai a una receta de masa frita dulce taiwanesa con textura masticable conteniendo grandes huecos de aire dentro y con una corteza crujiente fuera. Se elabora retorciendo dos trocitos de masa juntos y friéndolos, lo que hace que se separen ligeramente mientras permanecen conectados.
Es un tipo de xiaochi vendido típicamente por vendedores callejeros en puestos o mercados nocturnos, pero no restaurantes o panaderías normales.
Se parece en sabor y textura a un beignets al estilo de Nueva Orleans.